# Izrael Elijahu Handelzalc
Izrael Elijahu Handelzalc, także Izrael Eliasz Handelzalc (ur. 1879 w Szereszowie, zm. 1942 w Warszawie) – tłumacz, literat, wydawca i pedagog.

## Życiorys
Ukończył studia na Uniwersytecie Warszawskim. Z początku nauczał w gimnazjum Kryńskiego w Warszawie, po czym pracował w seminarium żydowskim „Tachkemoni” – warszawskiej uczelni wyższej łączącej tradycyjne kształcenie religijne ze świeckim. Tworzył po polsku i hebrajsku liczne prace na temat literatury europejskiej, napisał również komedię po hebrajsku pt. Hatmura oraz udzielał się na łamach warszawskiej prasy jidyszowej. Uruchomił wydawnictwo „Pochodnia”. Działał na polu literatury dla dzieci, przede wszystkim w roli tłumacza, autora adaptacji literackich i redaktora czasopism dla najmłodszych. Wraz z J. Warszawiakiem wydawał i redagował czasopismo dla młodzieży „Itoni”. Przełożył na hebrajski m.in. bajki Ignacego Krasickiego, Juliana Tuwima, Benedykta Hertza, czy dzieła Edgara Allana Poe i Ernesta Thompsona Setona.